# ششده
شِشده شهری که مرکز بخش ششده و قره‌بلاغ شهرستان فسا استان فارس در جنوب ایران است.

## موقعیت جغرافیایی
این شهر مرکز بخش ششده و قره‌بلاغ است که در ۴۰ کیلومتری شهرستان فسا در جنوب غربی استان فارس واقع شده‌است.
منطقه ششده و قره بلاغ با شهرستان‌های فسا، داراب و استهبان همجوار می‌باشد. ششده و قره بلاغ قطب کشاورزی شهرستان فسا می‌باشد.
ششده دارای یک پارک جنگلی با استخر است.